# Aneta Zając
Aneta Zając (ur. 19 kwietnia 1982 w Warszawie) – polska aktorka.

## Życiorys
Ma młodszego brata Karola (ur. 1984). Była jedną z solistek Fasolek. Uczęszczała do XLIV LO w Warszawie. W czasach licealnych uczęszczała do Teatru Buffo na zajęcia z akrobatyki i tańca nowoczesnego. Ukończyła szkołę muzyczną I stopnia im. Fryderyka Chopina w Warszawie w klasie fortepianu. W 2006 ukończyła studia w PWSFTviT w Łodzi, na które dostała się za drugim podejściem.
Karierę aktorską zaczęła w 2000, grając w serialu TVP2 Na dobre i na złe (2000–2001). Przez dwa lata grała postać Anety Kurowskiej w telenoweli Plebania. Od 2004 gra główną rolę w serialu Polsatu Pierwsza miłość.
W 2008 uczestniczyła w trzeciej edycji programu Jak oni śpiewają. W 2014 w parze ze Stefano Terrazzino wygrała pierwszą edycję programu Dancing with the Stars. Taniec z gwiazdami.

## Życie prywatne
W latach 2005–2012 jej życiowym partnerem był Mikołaj Krawczyk, z którym ma synów-bliźniaków, Roberta i Michała (ur. 24 marca 2011).

## Filmografia

### Filmy i seriale
| Rok       | Tytuł                    | Rola                                       | Uwagi       |
| --------- | ------------------------ | ------------------------------------------ | ----------- |
| 2000–2001 | Na dobre i na złe        | Jola Wolniak                               |             |
| 2002–2004 | Plebania                 | Aneta Kurowska                             |             |
| 2003      | Daleko od noszy          | córka Półpielca                            | odc. 7      |
| 2003      | Sprawa na dziś           | recepcjonistka w szpitalu                  |             |
| 2004      | Lokatorzy                | Danusia, siostra Franka                    | odc. 191    |
| od 2004   | Pierwsza miłość          | Marysia Radosz                             |             |
| od 2019   | Pierwsza miłość          | Dominika Porcz, siostra bliźniaczka Marysi |             |
| 2005      | Pensjonat pod Różą       | Magda Barcz                                | odc. 66, 67 |
| 2007      | Świat według Kiepskich   | uczestniczka                               | odc. 279    |
| 2012      | Galeria                  | Arleta                                     | odc. 84, 85 |
| 2012      | Hotel 52                 | Malwina Jagielska                          | odc. 71     |
| 2013      | Śliwowica                | Maria Domańska                             |             |
| 2021      | Pitbull                  | matka „Nosa”                               |             |
| 2024      | Policjantki i policjanci | dziennikarka Olga Załęcka                  |             |

### Dubbing
- 2008: So Blonde: Blondynka w opałach jako Sunny

### Wykonanie piosenek
- 2010: Pierwsza miłość – „Pierwsza miłość jest najważniejsza”, „Zawsze będę z tobą”

## Teatr
- 2005: Jak wam się podoba – reż. J. Maciejowski; Teatr Studyjny w Łodzi
- 2006: Przyjazne dusze – reż. P. Okoński, W. Dąbrowski; Teatr Komedia we Wrocławiu[4]
- 2014: Kiedy kota nie ma – reż. A. Rozhin; Teatr Capitol w Warszawie

## Reklama
- 2013: kampania Fundacji Rzecznik Praw Rodziców „Ratuj maluchy i starsze dzieci też”[11]
- 2024: żel do higieny intymnej „Iladian 40+”[12]